# Beatallica
Beatallica é uma banda dos Estados Unidos que decidiu unir o som dos Beatles com Metallica. A maioria das canções da banda é uma junção de alguma canção dos Beatles + Metallica.
Uma música do Beatallica é tipicamente uma mistura de uma música dos Beatles e uma música do Metallica com um título relacionado (por exemplo: "The Thing That Should Not Let It Be", combinando The Beatles "Let It Be"e Metallica "The Thing That Should Not Be" Ou "And Justice For All My Loving", combinação do Metallica, "...And Justice for All" e os Beatles "All My Loving", embora às vezes só uma canção dos Beatles é usada como uma base com letra modificada.

## Discografia

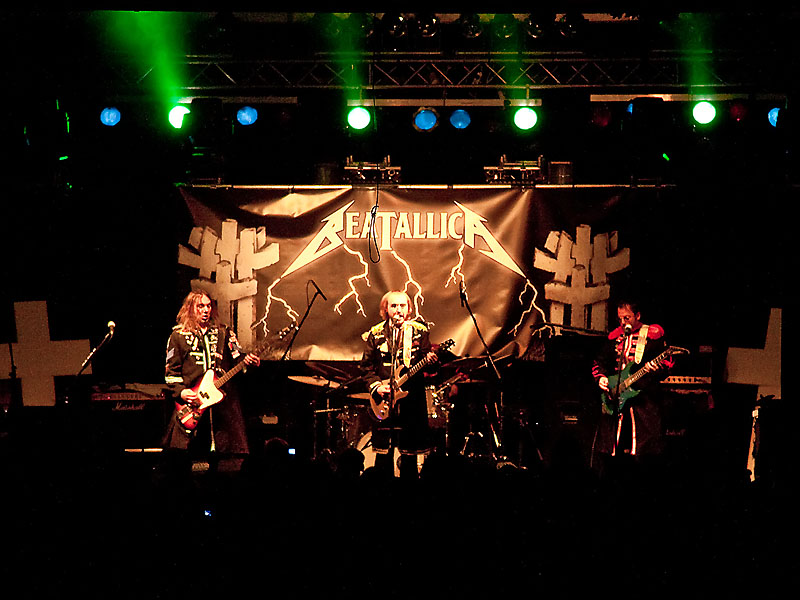
Beatallica ao vivo em Leipzig, 2009.

Até 2007 as músicas do Beatallica só estavam disponíveis em MP3 e FLAC.
- A Garage Dayz Nite (EP) (2001)
- Beatallica (EP) (2004)
- Sgt. Hetfield's Motorbreath Pub Band (2007)
- All You Need Is Blood (2008)
- Masterful Mystery Tour (2009)
- Winter Plunderband (EP) (2009)
- Abbey Load (2013)

## Integrantes
- Jaymz Lennfield (John Lennon+James Hetfield)  - vocal e guitarra base (2001 - atualmente)
- Kliff McBurtney (Paul McCartney+Cliff Burton) - baixo (2001 - atualmente)
- Grg Hammetson (George Harrison+Kirk Hammett) - guitarra solo (2006 - atualmente)
- Ringo Larz (Ringo Starr+Lars Ulrich) - bateria (2001 - atualmente)

## Ex-integrante
- Krk Hammettson (George Harrison+Kirk Hammett) - guitarra solo (2001 - 2006)